# Blenina nigrans
Blenina nigrans är en fjärilsart som beskrevs av Bethune-Baker 1906. Blenina nigrans ingår i släktet Blenina och familjen trågspinnare. Inga underarter finns listade i Catalogue of Life.